# Boraras urophthalmoides
Cá trâm (Danh pháp khoa học: Boraras urophthalmoides) là một loài cá trong chi cá trâm Boraras thuộc họ cá chép bản địa vùng Đông Nam Á, chúng phân bố rộng từ Thái Lan, Campuchia cho đến Việt Nam, ở Việt Nam chúng có nhiều ở vùng Đồng Tháp Mười (huyện Tân Phước). Môi trường đầm lầy và bụi thủy sinh rậm rạp. Với đặc điểm nhỏ nhắn, sắc màu rực rỡ đỏ đỏ xinh, con cá trâm cũng được ưa thích bởi dân chơi cá cảnh.

## Phân loại
Theo những tài liệu cũ thường đánh đồng cá trâm với loài Rasbora urophthalma. Vào năm 1991, nhà nghiên cứu Maurice Kottelat đã chứng minh rằng mẫu vật chuẩn của loài sau có những đặc điểm tương tự với chi Puntius và không phải là cá trâm. Maurice Kottelat điều chỉnh và đưa ra tên khoa học mới cho loài cá trâm là "urophthalmoides" có nghĩa là "trông tương tự với urophthalma".

## Đặc điểm

### Mô tả
đây là loài cá rất nhỏ (bé chỉ bằng đầu cây tăm nhang). Kích thước của chúng khoảng cỡ 16 mm, Cá thể hoang dã không đạt quá 13 mm nhưng có thể lớn hơn trong môi trường nuôi dưỡng, chúng đặc trưng bởi màu nâu cam với vạch đen dọc thân và những đốm nhỏ ở gốc vây hậu môn và đuôi. Vạch sẫm màu ở cạnh vây lưng điểm xuyết bởi viền cam và vàng tươi.
Vây lưng và vây hậu môn có những mảng sẫm mầu ở cạnh trước. Vây lưng và vây hậu môn ở cá đực cũng thể hiện màu đỏ nhạt hay cam. Cá trâm Boraras urophthalmoides là loài nhỏ nhất phổ biến trên thị trường cá cảnh. Boraras urophthalmoides rất giống với cá trâm ớt Boraras brigittae nhưng nhỏ con hơn và ngả nhiều sang tông cam.

### Tập tính
Cá sống ở vùng nước ngọt, nhiễm phèn nhẹ, ẩn nấp dưới chân của cánh đồng năn, lác, thỉnh thoảng lại men theo con nước trôi ra những dòng kinh lớn. cá trâm dù sống trong môi trường nào cũng đều tập trung thành đàn, tạo nên một đại gia đình ước lượng lên đến hàng triệu con, đỏ ngòm mặt nước. Khi xuôi theo dòng kinh, cá trâm thường trú gần bờ, chúng sợ dòng nước chảy xiết. Cá trâm có mặt hầu như quanh năm, nhưng mùa di chuyển mạnh nhất là khi lũ rút, chúng theo các cống xả trôi ra ngoài kinh lớn, có lúc người ta nhìn thấy chúng kéo thành đàn dài hàng chục mét.

## Đánh bắt
Để bắt được cá trâm là dùng lưới mùng hoặc lưới bồ để hứng. Đi dọc trên những bờ kinh có những cái vèo thật dài nằm nửa chìm, nửa nổi trên mặt nước, bề ngang khoảng vài mét, có đáy sâu, đặt sát mé bờ. Bắt cá trâm dễ, nó cũng tự chui vào vèo theo dòng nước chảy. Khi vào vèo, nó không quay ngược trở ra, mà ở luôn trong đó, túm vèo lại cá sẽ gom hết vào cuối vèo (gọi là tùng), lúc đó dùng vợt vớt lên. kiểu hứng cá trâm khác từ trong rừng năn.
Người ta cũng đặt vèo, nhưng đặt ngay cửa cống để hứng luồng nước từ trong rừng chảy ra kinh. Khi hứng cá theo kiểu này, người ta bẻ một số nhánh tràm tươi bỏ lên trên miệng vèo cho mát cá, nhất là vào những lúc trưa đứng bóng, con cá sẽ khỏi bị chết khi phải dồn về một góc với số lượng lớn. Người ta vớt cá vào bất cứ lúc nào trong ngày cũng được, nhưng vào ban đêm thì số lượng sẽ nhiều hơn. Tuy nhiên, tùy theo mùa, nếu trong mùa hè nắng gắt, cá còn ẩn nấp trong rừng thì sản lượng đánh bắt sẽ giảm.

## Ẩm thực
Cá trâm ăn ngon, là đặc sản của vùng Đồng Tháp Mười nhưng không phổ biến. Vào những năm 1990 trở về trước, vùng này cá trâm nhiều, con cá trâm là nguồn thực phẩm nuôi sống họ trong một thời gian khá dài, góp phần cải tạo rừng hoang. Những lúc vào mùa, ăn không hết, con cá trâm được ủ làm nước mắm. Nước mắm làm từ con cá trâm có vị nhân nhẫn, nhưng hương thơm không thua gì nước mắm cá cơm, đặc biệt là độ đạm rất cao.
Cũng như con cá lia thia, cá trâm được chế biến thành nhiều món như cá trâm hấp gừng, cá trâm kho lạt, chiên bột. Các món trên cuốn bánh tráng, ăn kèm với rau vườn như: Lá cách, cải trời, rau má, lá lụa, bông súng... chấm với nước mắm chua ngọt. Cá trâm có lượng đạm cao, nhiều mỡ, nên người dân vùng này có kiểu kho cá bằng cách cho từng nhúm cá vào một cách từ từ để con cá có thời gian thấm dần gia vị. Không cho một lượt với lượng lớn cá vào, vì làm như vậy cá sẽ không chín. 